# Зайчик (фильм)
«За́йчик» — советский комедийный полнометражный художественный фильм, снятый на киностудии «Ленфильм» в 1964 году, дебют режиссёра Леонида Быкова.
Один из лидеров советского проката по итогам 1965 года.

## Сюжет
Скромный и робкий театральный гримёр по фамилии Зайчик неожиданно узнаёт, что ему осталось жить всего месяц. Он решает прожить последние дни с достоинством и пользой. Зайчик начинает делать то, на что не решался всю жизнь — ставить на место хамов, защищать людей от несправедливости и самоуправства, просто не задумываясь бросаться на помощь тому, кто в ней нуждается. Теперь он не боится, как раньше, остаться в одиночестве или оказаться в смешном положении. Но оказывается, что смертельный диагноз, который он случайно подслушал в поликлинике, относился совсем к другому зайчику (точнее, к настоящему зайцу). Впрочем, к тому времени Зайчик станет уже совершенно другим человеком, решительным, отважным и знающим себе цену.

## История создания
… фамилия эта — Зайчик — кажется смешной оттого, что в человеке, носящем её, поначалу и вправду проглядывает что-то заячье. Скромный театральный гримёр, он — застенчив и деликатен, только деликатность его то и дело обращается пугливостью и часто в решающие моменты жизни он оказывается неспособным твёрдо сказать «да» или «нет». Но не напрасно в груди Зайчика бьётся горячее и доброе сердце. И когда он понимает, что может стать необходимым людям, жизнь обретает для него высокий смысл и значение. Жанр фильма мы определили для себя так — эксцентрическая комедия с изрядным сатирическим зарядом. Наш главный принцип состоит в том, что герой сталкивается с реально узнаваемыми людьми, с реально узнаваемыми учреждениями и, самое главное, с реальными явлениями.Из интервью Л. Быкова газете «Черноморская здравница», 7 февраля 1965
Текст песни «Гаснут на песке волны без следа» написан сценаристом Кимом Рыжовым, записан в исполнении Леонида Быкова в сопровождении оркестра Ленинградского радио и телевидения под управлением Александра Владимирцова.

## В ролях
- Леонид Быков — Лев Зайчик, гримёр
- Ольга Красина — Наташа (Наталья Николаевна), молодая актриса
- Игорь Горбачёв — Шабашников, начальник-бюрократ
- Сергей Филиппов — Борис Михайлович, директор театра
- Георгий Вицин — Фёдор Михайлович, помощник режиссёра
- Алексей Смирнов — шумовик
- Игорь Дмитриев — Игорь Борисович, актёр, играющий графа Нулина
- Лев Степанов — Х. Х. Патрончиков, драматург
- Гликерия Богданова-Чеснокова — камео
- Алексей Кожевников — Игорь Александрович Ромашин, молодой врач-психиатр
- Евгений Барков — Евгений Шапкин, актёр эпизодических ролей
- Михаил Васильев — санитар
- Николай Гаврилов — официант в летнем кафе
- Владимир Казаринов — дирижёр
- Николай Кузьмин — санитар
- Анна Лисянская — ревнивая жена в летнем кафе
- Герман Лупекин — муж ревнивой жены
- Любовь Малиновская — Раечка, секретарша Шабашникова
- Иван Пальму — общественник
- Борис Рыжухин — комендант дома
- Георгий Сатини — нервный пациент в очереди
- Алексей Савостьянов — Николай Иванович, психиатр
- Александр Суснин — рабочий сцены
- Жанна Сухопольская — регистратор в ЗАГСе
- Аркадий Трусов — дворник
- Елизавета Уварова — Прасковья Ивановна, медсестра
- Георгий Штиль — пьяный хулиган в летнем кафе

## Съёмочная группа
- Авторы сценария — Михаил Гиндин (в титрах — М. Гинн), Генрих Рябкин, Ким Рыжов
- Режиссёр-постановщик — Леонид Быков
- Главный оператор — Сергей Иванов
- Художник — Белла Маневич
- Композитор — Андрей Петров
- Звукооператор — Б. Лифшиц
- Второй режиссёр — Вадим Терентьев
- Второй оператор — Вадим Грамматиков
- Директор картины — Иосиф Шурухт

## Прокат
По итогам 1965 года фильм собрал в прокате 25,1 миллион зрителей, заняв 16-е место среди отечественных фильмов и 23-е место среди всех фильмов, показанных в СССР в том году.
На полученный гонорар Леонид Быков приобрёл гараж и свою первую машину, ГАЗ-21 «Волга».
Картина также пользовалась успехом и за рубежом. По словам актёра Сергея Иванова: «в русском квартале Лос-Анджелеса в витрине магазина видеокассет я увидел только один русский фильм — „Зайчик“. „Просто другие не пользуются спросом“, — объяснила продавщица. Так Быков покорил и Америку».

## Критика
Несмотря на успех в прокате, картину подвергли критике как журналисты, так и коллеги, что привело к первому инфаркту Быкова. По словам режиссёра Алексея Симонова, хорошо знавшего Быкова: ничего дурного, безвкусного или непрофессионального в картине не было. Однако ей тогда не простили именно эту усреднённость, Быков требовал, бился, доказывал, чуть ли не шантажировал всех своим нежеланием сниматься — и что? Как у всех! Так для этого не надо было мучить ни себя, ни людей — такова была примерно реакция на эту картину в Ленинграде.
Сейчас она <критика> представляется недальновидной, в Быкове не разглядели Быкова! Но разглядеть было всё же не просто. Актёр, ставший ещё и режиссёром, автором фильма, отклонился от себя, каким мы его знали прежде, в сторону чистой эксцентрики. Традиционный Быковский персонаж все свои превращения на сей раз претерпевал, так сказать, в «принудительном» порядке. Сюжетные повороты в «Зайчике» — не скрыты, не растворены в самой материи фильма, они всегда строго функциональны. Мне кажется, что всё это не в природе таланта Быкова. Поэтому «Зайчик» и не смог стать настоящим Быковским фильмом. Своё было не найдено, оно было только отброшено.
История робкого человека рассказана в фильме с той лёгкостью и непринуждённостью, которые так необходимы в комедии. Тем не менее юмор, весёлая шутка, острота не исчерпывают содержания фильма «Зайчик». Отдельные его эпизоды приобретают звучание сатирическое. У этой кинокомедии есть точный адрес, она высмеивает бездушных формалистов, бюрократов, губящих всякое живое дело… Впрочем, не всё удалось в фильме. Главный упрёк следует сделать сценаристам, которые не сумели слить воедино отдельные эпизоды. Их соединение чисто механическое, не обусловленное логическим, естественным течением действия.
Робость и застенчивость сменяются у Зайчика отчаянной решимостью, когда доходит до схваток с бюрократизмом. Жаль только, что дело не стоит схватки. Забор, из-за которого разгорается сыр-бор, явно надуманная деталь. Детям в каждом дворе необходимо жизненное пространство для отдыха — святая цель, которую этот самый забор лишь принижает. И вместе с тем цветная кинокомедия «Зайчик» стоит того, чтобы её посмотреть. Многие кадры сделаны со вкусом, на хорошем комедийном уровне, многое повеселит, посмешит зрителей. Да и познакомиться ещё с одним хорошим человеком — Зайчиком не мешает.